# Midnight Club: L.A. Remix
Midnight Club: L.A. Remix (с англ. — «Полночный клуб: Лос-Анджелес Ремикс») — видеоигра серии Midnight Club в жанре аркадных авто- и мотогонок, разработанная студией Rockstar London и изданная компанией Rockstar Games для портативной игровой системы PlayStation Portable (PSP) в 2008 году. Официальным локализатором выступила компания «1С-СофтКлаб», которая выпустила игру с русской документацией. Midnight Club: L.A. Remix основана на оригинальной Midnight Club: Los Angeles для приставок PlayStation 3 и Xbox 360.
Как и предыдущие части серии, Midnight Club: L.A. Remix сосредотачивается на уличных гонках по дорогам реальных городов: действие игры происходит в Лос-Анджелесе и Токио, по которым предоставлена свобода передвижения. В каждом городе игрок должен проходить гоночные соревнования и выполнять задания, зарабатывать деньги на покупку новых лицензированных известными мировыми производителями автомобилей и мотоциклов, а также их тюнинг и стайлинг. Присутствует как однопользовательский, так и многопользовательский варианты игры.
Разработка Midnight Club: L.A. Remix велась параллельно с Midnight Club: Los Angeles, и, как следствие, игра заимствует большинство её особенностей. Однако, в связи с техническими ограничениями портативной приставки, некоторые возможности в ходе создания пришлось изменить. После выхода Midnight Club: L.A. Remix получила положительные отзывы от игровой прессы. К достоинствам критики отнесли игровой процесс, проработанные города и выбор транспортных средств, но в качестве недостатков упоминали уровень сложности и технические недочёты.

## Игровой процесс

Гонка типа Circuit на Mitsubishi Eclipse GSX в Токио — городе с отдельным режимом карьеры, которые отсутствуют в оригинальной Midnight Club: Los Angeles

Midnight Club: L.A. Remix представляет собой аркадную гоночную игру, выполненную в трёхмерной графике, в которой игроку следует участвовать в уличных гонках и свободно ездить в реальных городах.
Игра основана на Midnight Club: Los Angeles для PlayStation 3 и Xbox 360, и поэтому имеет во многом идентичный геймплей, но с несколькими основными отличиями. Так, вместо целостного прохождения игры от начала и до конца, в Midnight Club: L.A. Remix имеются два основных режима — «Карьера в Лос-Анджелесе» (англ. LA Career) и «Карьера в Токио» (англ. Tokyo Career), для каждого из которых несколько различается доступный выбор транспортных средств. Карьера Токио разработана эксклюзивно для игры на PlayStation Portable и имеет свои особенности: транспортные средства приобретаются отдельно от карьеры в Лос-Анджелесе, а некоторые виды заездов (например, командные гонки и перегон транспорта) отсутствуют. Помимо этого, в Midnight Club: L.A. Remix присутствует несколько дополнительных режимов: в «Быстрой гонке» (англ. Quick Race) игрок участвует в случайном заезде; в «Аркаде» (англ. Arcade) игрок может сам выбрать заезд и настроить его условия, например, интенсивность трафика и количество соперников; «Мультиплеер» (англ. Multiplayer) поддерживает до четырёх игроков и реализован по соединению через Wi-Fi.

## Сюжет
Сценарий карьеры в Лос-Анджелесе аналогичен таковому в Midnight Club: Los Angeles для PlayStation 3 и Xbox 360. Протагонист приехал в Лос-Анджелес в поисках нелегальных заездов, где местный чемпион уличных гонок Бук ввёл новичка в курс дела. Главный герой, решивший найти механика, познакомился с бизнесменом Кэролом, предоставившим свою мастерскую. В ходе освоения, герой знакомился с местными уличными гонщиками и побеждал их в гонках. Готовый помочь Кэролу, герой охотно исполнял его просьбы, в том числе разбил машину клиента, задолжавшего Кэролу большие деньги. Герой набирался опыта и выигрывал транспортные средства соперников, которые предлагали в заездах ставку на машину, что стало вызывать негодование Бука. Несмотря на сомнения в отношении героя, ему удавалось побеждать всё более опытных соперников. Успехи герой проявлял не только будучи за рулём автомобилей, но и в гонках на мотоциклах. Бук стал воспринимать героя предателем, который своими дерзкими, безрассудными действиями портит ему имидж. После победы над чемпионами разных городских районов, герой бросил вызов и самому Буку, победив его и, таким образом, став новым чемпионом уличных гонок Лос-Анджелеса.
Сценарий карьеры в Токио является эксклюзивным для данной игры сюжетным продолжением. После больших успехов в Лос-Анджелесе протагонисту позвонил незнакомец — токийский уличный гонщик Тоси, пригласивший на гонки с организацией Midnight Club. В Токио главный герой познакомился с механиком Кадзу, предоставившим свою мастерскую. Чуть позже в ходе заезда герой познакомился с местным уличным гонщиком Аито, который стал информировать протагониста о новых состязаниях. В одном из турниров герой также познакомился с подругой Кадзу — Фумико, которая дала приглашения на гонки против членов Midnight Club. Продвигаясь в Токио, герой привлёк внимание лидера Midnight Club, Ямагаты, который направил протагониста на гонки один на один против Ёси, Дайгоро и Дзюнъити — других сильных претендентов на членство в Midnight Club. После победы над ними, герой бросил вызов Тоси, который, как отметил Ямагата, является одним из лучших гонщиков Midnight Club. После победы над Тоси, герой был официально принят Ямагатой в члены Midnight Club и бросил вызов представителям конкурирующего клуба в гонке чести. После победы герой неожиданно решил бросить вызов и Ямагате. Главный герой победил Ямагату в дуэльной гонке и стал новым лидером Midnight Club.

## Разработка и выход игры
Midnight Club: L.A. Remix была анонсирована 21 апреля 2008 года. Над игрой трудилась студия Rockstar London, которая разрабатывала аркаду в сотрудничестве с Rockstar San Diego для PlayStation Portable, создание велось параллельно с Midnight Club: Los Angeles для PlayStation 3 и Xbox 360. Midnight Club: L.A. Remix берёт за основу оригинальную игру от Rockstar San Diego, и, как следствие, имеет аналогичные визуальный стиль, саундтрек, сюжет и геймплей. Однако, из-за технических ограничений портативной приставки в ходе создания были внесены некоторые изменения. Так, используется другой игровой движок — Angel Game Engine, на котором были разработаны предыдущие части серии, вследствие чего физическая модель осталась аналогичной таковой в Midnight Club 3: DUB Edition, а технические возможности — значительно упрощены: использованы менее детализированные текстуры, уменьшено количество полигонов в трёхмерных моделях, отсутствуют вид камеры из кабины автомобиля и пешеходы, имеются экраны загрузок, а Лос-Анджелес представляет собой немного доработанную версию этого города из Midnight Club II. Изменения претерпели некоторые игровые возможности: есть три уровня сложности вместо четырёх, убраны некоторые виды заездов, полиция появляется только во время некоторых заездов, возможности тюнинга и стайлинга немного переработаны, отсутствует редактор гонок, а количество игроков в многопользовательском режиме уменьшено с 16 до 4. В Midnight Club: L.A. Remix разработчики добавили карьерный режим со своими заездами в городе Токио, который является сюжетным продолжением событий после карьеры в Лос-Анджелесе; сам Токио был конвертирован из Midnight Club 3: DUB Edition Remix. 15 июля 2008 года игра была показана на выставке E3 в рамках пресс-конференции компании Sony.
Изначальной датой выпуска было названо 9 сентября 2008 года, но, как и у Midnight Club: Los Angeles была перенесена на 7 октября в Северной Америке и 10 октября в Европе. Финальной датой выхода стало 21 октября в Северной Америке и 24 октября в Европе, а в Японии, где издателем выступила компания Spike, 5 февраля 2009 года. 12 ноября 2008 года Midnight Club: L.A. Remix была выпущена компанией «1С-СофтКлаб» с русской документацией, сама же игра осталась на английском языке. С октября 2009 года аркада была доступна для покупки в сервисе PlayStation Network.

## Оценки и мнения
| Сводный рейтинг    | Сводный рейтинг |
| Агрегатор          | Оценка          |
| ------------------ | --------------- |
| GameRankings       | 78,96 %         |
| Game Ratio         | 78 %            |
| Metacritic         | 79/100          |
| MobyRank           | 80/100          |
| Иноязычные издания |                 |
| Издание            | Оценка          |
| 1UP.com            | B+              |
| 4Players           | 86/100          |
| AllGame            | [ 20 ]          |
| CVG                | 8,8/10          |
| GameSpot           | 7,5/10          |
| GamesRadar+        | 9/10            |
| GameZone           | 8/10            |
| IGN                | 7,6/10          |
| OPMUK              | 7/10            |
| PALGN              | 7,5/10          |
| Pocket Gamer       | 7/10            |
| WorthPlaying       | 8,7/10          |

Midnight Club: L.A. Remix, как и оригинальная игра, получила преимущественно позитивные отзывы от критиков. На сайтах GameRankings и Metacritic аркада получила среднюю оценку 78,96 % и 79/100 соответственно. К достоинствам были отнесены увлекательный игровой процесс, качество графики и звука, но рецензенты также обратили внимание на однообразие прохождения и излишне высокий уровень сложности. С 10 по 16 ноября 2008 года аркада удерживала 2-ю позицию среди продаж игр для PlayStation Portable в Австралии, а в сентябре 2015 года Midnight Club: LA Remix заняла 12-ю строчку чарта продаж игр для PSP в PlayStation Network.
Обозреватели были под впечатлением от качественного воссоздания на портативной системе особенностей, которые присущи оригинальной Midnight Club: Los Angeles. Так, представитель сайта 1UP.com, Горд Гобл, отметил, что Midnight Club: L.A. Remix — «безусловно, один из лучших примеров уменьшенных гонок, когда-либо выходивших на PSP», похвалив динамичный игровой процесс, впечатляющий звук и отзывчивое аналоговое управление. С этим мнением согласилась и редакция журнала Computer and Video Games: «визуальные эффекты могут быть не такими яркими, а звук — таким же громким, но всё остальное на уровне версий для домашних консолей». Митч Дайер, рецензент GameSpot, так же назвал L.A. Remix «одной из самых привлекательных гоночных игр для PSP на рынке», и отнёс к достоинствам «абсолютно шикарные» города, огромное количество «интенсивно быстрых и весёлых» гонок, а также «солидные» элементы управления. Критик GamesRadar, Энди Хартап, был приятно удивлён, что с учётом мощности PSP разработчикам удалось реализовать много возможностей консольной версии и даже добавить дополнительный контент (как, например, город Токио), похвалил удобное управление с помощью аналогового стика, настройку транспортных средств и «первоклассный» звук, а также назвал Midnight Club: L.A. Remix лучшей портативной гоночной игрой 2008 года и лучшей игрой про уличные гонки на PSP. Натали Романо (GameZone) понравились хорошо воссозданные города (которые, по её словам, особенно красивы ночью), а модели автомобилей хоть и выглядят не так хорошо, как в версии для Xbox 360 и PlayStation 3, но автолюбители узнают машины сразу. Обозреватель IGN, Крис Ропер, отметил, что «игра далека от совершенства, но у неё есть достаточно хорошие моменты, чтобы сделать её стоящей попробовать любителям гонок»; к плюсам были отнесены «великолепно выглядящие» города (хотя и замечено, что они местами не похожи сами на себя), добротные саундтрек и звуковые эффекты, хорошее управление и достаточное количество контента как в одиночном, так и в многопользовательском режимах. «По большей части LA Remix стоит своих денег» — заключил Энтони Капоне, критик PALGN: по его мнению, модели автомобилей и мотоциклов получились детализированными, их настройка — довольно подробной, а гонки предлагают много часов развлечений.
К недостаткам игры критики зачастую относили завышенный уровень сложности, повторяющиеся заезды и технические недочёты. Гобл обратил внимание на некоторое однообразие прохождения, отсутствие инноваций в сравнении с предыдущими частями серии, а также высокую сложность, от которой игроки «больше почувствуют себя разочарованными, чем испытанными». Аналогичные недостатки выделил в своём обзоре и Дайер. Хартапу не понравились «проигрыши в гонках на последнем повороте» и трудности с зарабатыванием денег на покупку всех автомобилей. Романо среди проблем игры отметила некоторые графические баги (например, иногда появляющиеся из ниоткуда машины трафика) и стереотипное озвучивание, которое быстро надоедает. Ропер тоже покритиковал затруднённое распознавание встречного транспорта на расстоянии и выделил ещё ряд недочётов: не всегда удачно расставленные контрольные точки в заездах, «недостаточно интенсивную» полицию, а также тот факт, что игра не приостанавливается, если воспользоваться системой GPS. Капоне разделил эти мнения, заявив, что гонкам часто может помешать сложный ИИ, вследствие которого постоянный перезапуск заездов становится «надоедливым», а события в Лос-Анджелесе — очень однообразными. В журнале PlayStation Official Magazine — UK посчитали уровень сложности более щадящим, а гонки — немного скучными, по сравнению с Midnight Club для PS3. Тем не менее, положительный отзыв о сложности оставили в Computer and Video Games, где её посчитали очень сбалансированной и справедливой: «маловероятно, что вы когда-нибудь выиграете или проиграете слишком много гонок подряд». Кроме того, рецензенты сошлись во мнении, что игра страдает от долгих загрузок, но отмечали, что они стали быстрее, чем в предыдущей части серии для PSP — Midnight Club 3: DUB Edition.